# Gustave Lhopiteau
Pour les articles homonymes, voir Lhopiteau.
Gustave Lhopiteau (ou L'Hopiteau), né le 26 avril 1860 à Écrosnes (Eure-et-Loir) et mort le 3 octobre 1941 à Chartres (Eure-et-Loir), est un avocat et homme politique français.

## Biographie

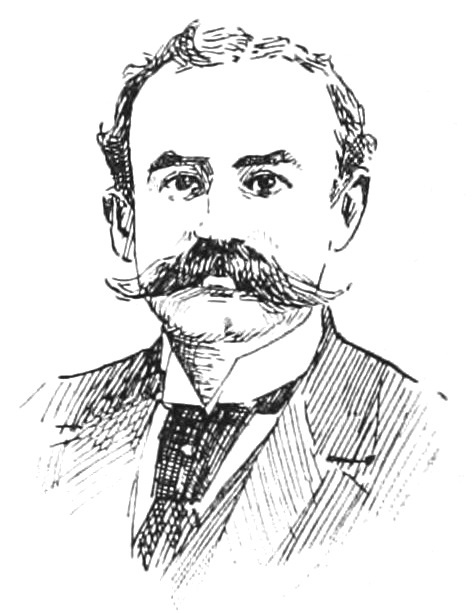
« La Nouvelle Chambre : Lhopiteau », Le Monde moderne, 1898.

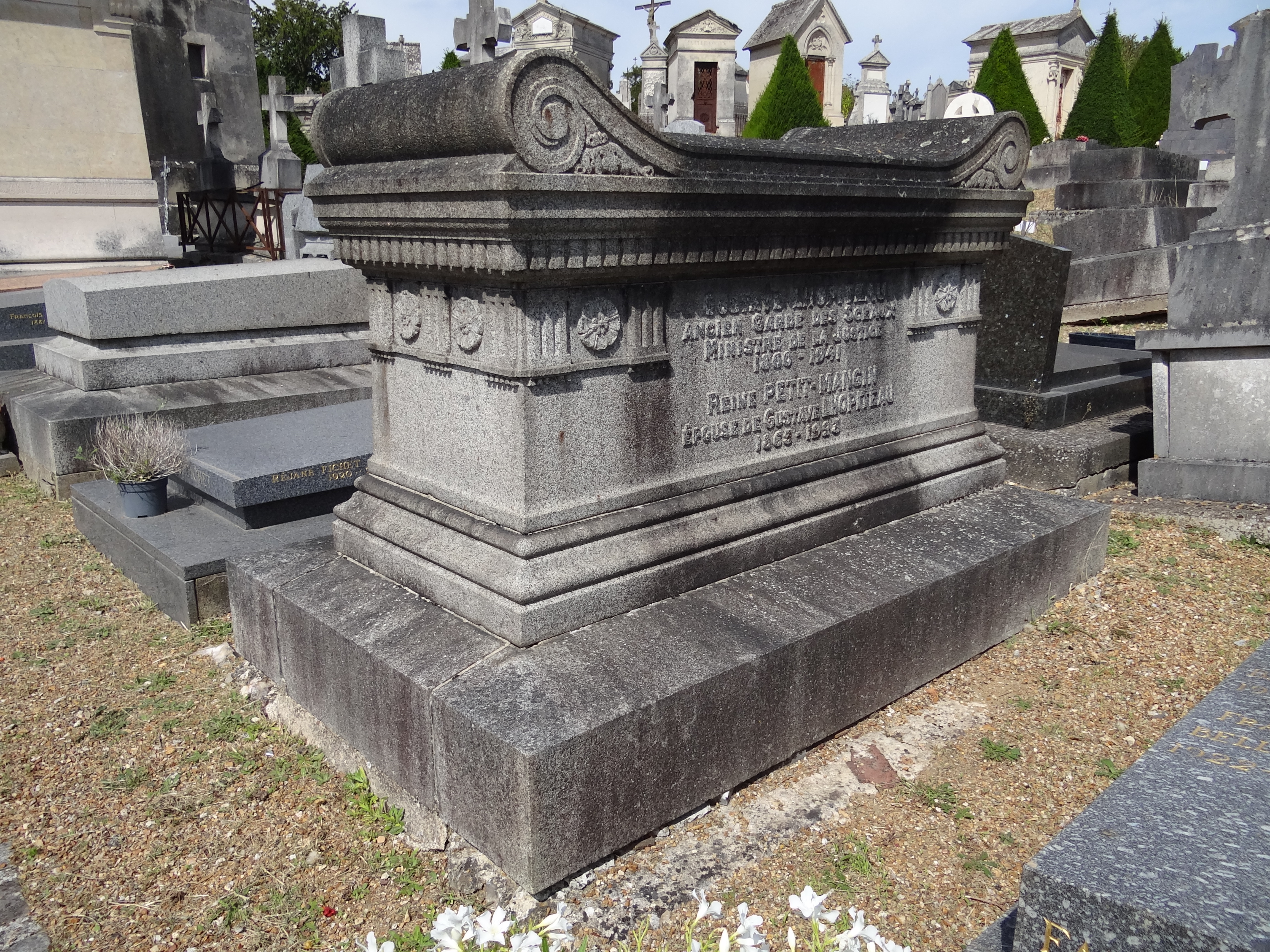
Le tombeau de Gustave Lhopiteau au cimetière Saint-Chéron de Chartres (Eure-et-Loir).

Après des études au lycée de Chartres, Gustave Lhopiteau s'inscrit à la faculté de Droit de Paris dont il ressort diplômé pour s'inscrire au barreau de la capitale. En 1886, il retourne à Chartres où il sera avoué, rue du Cheval-Blanc.
Il entame sa carrière politique en 1892, en étant élu conseiller général du canton de Maintenon. L'année suivante, il est élu député d'Eure-et-Loir sous l'étiquette « républicain radical ». Il est réélu en 1898, 1902, 1906 et 1910. Laïque « modéré », il est à la fois totalement opposé à tout rapprochement des républicains avec les ralliés issus de la droite catholique, et plutôt réticent face à la politique combiste. Il se rapproche ensuite progressivement des « républicains de gauche », c'est-à-dire du centre-droit.
Élu sénateur en 1912, il est ministre de la Justice du 20 janvier 1920 au 16 janvier 1921 dans les gouvernements Alexandre Millerand I, Alexandre Millerand II et Georges Leygues.
En 1921, il est réélu sénateur et, en 1923, est élu président de la commission des Travaux publics du Sénat.
Il ne se représente pas à l'élection de 1930 et quitte la vie politique.

## Sources
- « Gustave Lhopiteau », dans le Dictionnaire des parlementaires français (1889-1940), sous la direction de Jean Jolly, PUF, 1960 [détail de l’édition]